# Sainte-Enimie
Sainte-Enimie là một xã trong vùng Occitanie, thuộc tỉnh Lozère, quận Florac, tổng Sainte-Enimie. Tọa độ địa lý của xã là 44° 22' vĩ độ bắc, 03° 24' kinh độ đông. Sainte-Enimie nằm trên độ cao trung bình là 480 mét trên mực nước biển, có điểm thấp nhất là 444 mét và điểm cao nhất là 1.096 mét. Xã có diện tích 87,34 km², dân số vào thời điểm 1999 là 509 người; mật độ dân số là 5 người/km². Sainte-Enimie thuộc vào trong số những làng đẹp nhất Pháp.

## Thông tin nhân khẩu
| 1926 | 1931 | 1936 | 1946 | 1954 | 1962 | 1968 | 1975 | 1982 | 1990 | 1999 |
| ---- | ---- | ---- | ---- | ---- | ---- | ---- | ---- | ---- | ---- | ---- |
| 624  | 623  | 611  | 554  | 514  | 512  | 436  | 564  | 491  | 473  | 509  |